# Doomkerke
Doomkerke is een straatdorp in de Belgische provincie West-Vlaanderen. Het is een landelijke parochie (woonkern) van ongeveer 800 inwoners, in het noorden van de deelgemeente Ruiselede van de gemeente Wingene].

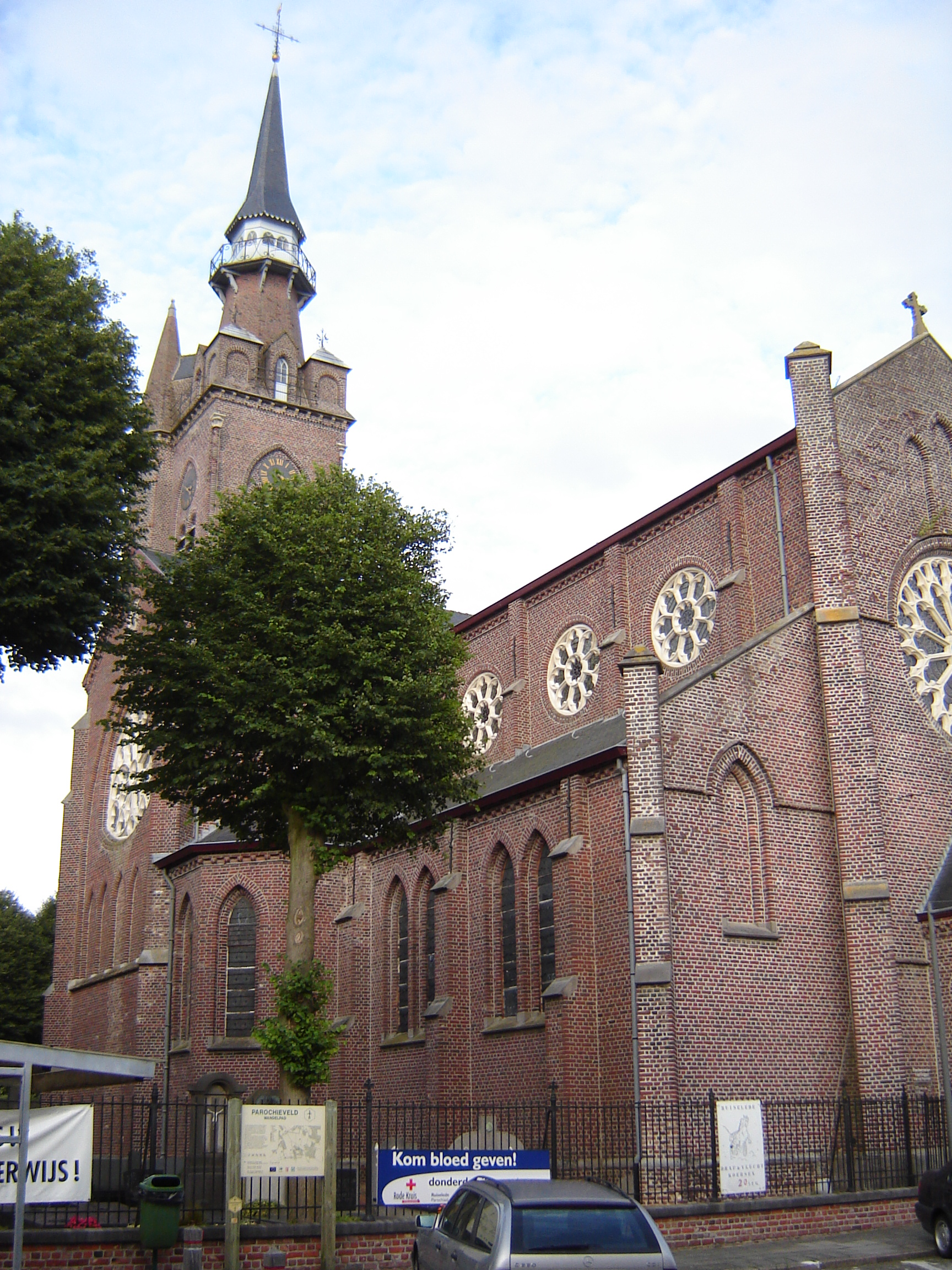
Sint-Caroluskerk, neogotisch kerkgebouw uit 1864-1865

## Geschiedenis
Doomkerke dankt haar naam aan Carolus Doom (Hooglede 1797 - Kortrijk 1884), die pastoor was van de Onze-Lieve-Vrouwparochie (centrum Ruiselede) van 1842 tot 1868. Hij liet er de huidige kerk bouwen dicht bij de vroegere wijk 't Haantje. De oudst bewaarde (heerlijkheids)hoeve is Gallatas, die in de 17de en 18de eeuw eigendom was van de familie della Faille.
Op de grens met de gemeenten Wingene en Beernem werd in 1849 op het grondgebied van het vroegere Sint-Pietersveld (van de Sint-Pietersabdij van Gent) een École de Réforme (Hervormingsschool) opgericht voor landlopers, wezen en verwaarloosde jongeren. Dit is de huidige Gemeenschapsinstelling voor Bijzondere Jeugdbijstand De Zande met ernaast de gebouwen van het Penitentiair Landbouwcentrum, een moderne staatsinrichting als strafinstelling.
Doomkerke werd officieel een parochie van Ruiselede in 1876 met als patroonheilige Carolus Borromeus. De neogotische Sint-Caroluskerk (ook 'kathedraal' van te lande genoemd) werd op initiatief van pastoor Doom gebouwd in 1864-1865. Daarna (vanaf 1866) werd naast de kerk een klooster met schoolgebouwen (basisschool De Linde) en een pastoriewoning gebouwd (huidige Brandstraat). Pastoor Doom was de eerste pastoor van de parochie tot 1880. Hij overleed te Kortrijk in 1884, maar werd te Doomkerke begraven.

## Bezienswaardigheden
- Omstreeks 1866 werd langs de Brandstraat net buiten de dorpskern een herenwoning (met twee hoektorens) en een koetshuis gebouwd door Alphonse Jules De Roo (°Brugge 1826), zoon van Charles Joseph De Roo uit Tielt (+1880), die in 1831 lid van de Kamer van volksvertegenwoordigers was. Deze woning is het huidige kasteel De Roo met park (tuin, vijver en bosperceel). In een hoek van het kasteelpark staat een schandpaal uit 1783, afkomstig van de oude heerlijkheid Willecomme te Tielt.
- De Sint-Carolus Borromeuskerk als "totaalkunstwerk" in neogotische stijl, met preekstoel en communiebank in houtsnijwerk. Naast het hoofdaltaar met voorstellingen uit het leven van de heilige Carolus Borromeus, zijn er ook nog twee zijaltaren.
- Rond de kerk bevindt zich nog steeds het kerkhof met onder meer het grafmonument van de familie Carpentier van het begin van de 20ste eeuw. De brouwersfamilie Carpentier uit Izegem kocht in 1883 het kasteel dat toen pas gebouwd was in opdracht van Charles-Ferdinand de Beughem de Houtem (die overleed in 1882) en Valentine de Saint-Genois des Mottes (+1895). Dit kasteel bevindt zich wel op het grondgebied Wingene (parochie Wildenburg), op de grens met Ruiselede-Doomkerke op het vroegere Sint-Pietersveld. Dit kasteel, dat de naam Sint-Pieterskasteel draagt, werd met omliggende gronden in oktober 1923 door de staat onteigend om er Radiozendstation Belradio op te richten.
- In 1947 bouwde familie Guillaume van Pottelsberghe de la Potterie - de Ghellinck d' Elseghem de kasteelwoning Reedpool (langs de Bruggesteenweg) met omliggende tuin en park, weiden en landerijen.

## Natuur en landschap
Doomkerke ligt op de overgang van Zandig Vlaanderen naar Zandlemig Vlaanderen op een hoogte van ongeveer 17 meter. Een waterloop is de Wantebeek. Vooral ten noorden van Doomkerke is het bosrijk. Hier liggen de (Gallatas)bossen, het natuurgebied De Vorte Bossen en het 'Parochieveld'-wandelpad. Beide laatste liggen ook voor een deel op het grondgebied van buurparochie Kruiskerke. Sinds 2009-2010 is er achter de hoofdstraat een landschapspark met vijver, speeltuin, zithoek, boomgaard enz.

## Nabijgelegen kernen
Sint-Jan, Kruiskerke, Schuiferskapelle, Ruiselede, Maria-Aalter